# On the Level
On the Level är boogierockbandet Status Quos åttonde studioalbum, utgivet i februari 1975 på skivbolaget Vertigo Records. Det blev gruppens andra albumetta i Storbritannien efter Hello!, och deras första albumetta på svenska försäljningslistan. Albumet innehöll gruppens enda etta på singellistan i Storbritannien, "Down Down". Detta var också den enda singeln som gavs ut från albumet. Skivan innehåller en cover, Chuck Berrys "Bye Bye Johnny" medan resten av låtarna är originalkompositioner av gruppmedlemmarna.

## Låtlista
Sida ett
1. "Little Lady" (Parfitt) - 3:05
  - Sång: Rick Parfitt
2. "Most of the Time" (Rossi/Young) - 3:21
  - Sång: Francis Rossi
3. "I Saw the Light" (Rossi/Young) - 3:55
  - Sång: Francis Rossi
4. "Over and Done" (Lancaster) - 3:55
  - Sång: Francis Rossi
5. "Nightride" (Parfitt/Young) - 3:52
  - Sång: Francis Rossi & Rick Parfitt

Sida två
1. "Down Down" (Rossi/Young) - 5:24
  - Sång: Francis Rossi
2. "Broken Man" (Lancaster) - 4:13
  - Sång: Alan Lancaster
3. "What to Do" (Rossi/Young) - 3:15
  - Sång: Francis Rossi
4. "Where I Am" (Parfitt) - 3:10
  - Sång: Rick Parfitt
5. "Bye Bye Johnny" (Berry) - 5:21
  - Sång: Alan Lancaster

## Medverkande
- Francis Rossi - gitarr, sång
- Rick Parfitt - gitarr, piano, sång
- Alan Lancaster - bas, akustisk gitarr, sång
- John Coghlan - trummor
- Samordnare - Bob Young
- Ljudtekniker - Damon Lyon-Shaw, Hugh Jones, Andrew Miller
- Utrustning - Malcom Kingsnorth, Paul Lodge, Keith Castley
- Omslagsfoto - Jack Wood

## Listplaceringar
| Lista (1975)   | Topplacering        |
| -------------- | ------------------- |
| Danmark        | 3 (DR "Top 20")     |
| Finland        | 3                   |
| Nederländerna  | 1                   |
| Norge          | 4                   |
| Storbritannien | 1 (UK Albums Chart) |
| Sverige        | 1 (Kvällstoppen)    |
| Västtyskland   | 11                  |